# Titularbistum Pachnemunis
Pachnemunis (ital.: Pacnemunis) ist ein Titularbistum der römisch-katholischen Kirche.
Es geht zurück auf einen untergegangenen Bischofssitz in der antiken Stadt Pachnamunis, die in der römischen Provinz Aegyptus im Nildelta lag. 
| Titularbischöfe von Pachnemunis |                               |                                              |                  |                   |
| Nr.                             | Name                          | Amt                                          | von              | bis               |
| 1                               | Joseph-Delphis Desrosiers OMI | Apostolischer Vikar von Basutoland (Lesotho) | 11. März 1948    | 11. Januar 1951   |
| 2                               | Eusebio Septimio Mari OFMCap  | Apostolischer Vikar von Riohacha (Kolumbien) | 21. Februar 1954 | 21. Dezember 1965 |